# Litle Bleikje
Litle Bleikje, est une île dans le landskap Sunnhordland du comté de Vestland. Elle appartient administrativement à Kvinnherad.

## Géographie
Rocheuse et désertique, à fleur d'eau, elle s'étend sur environ 58 m de longueur pour une largeur approximative de 50 m.